# Thorold de Pont-Audemer
Thorold (Turold) de Pont-Audemer († erdrosselt nach 1040) war ein normannischer Adliger aus den Anfangsjahren des Herzogtums Normandie. Er gehört zu den Stammvätern des Hauses Beaumont.
Thorold war der Sohn von Torf und mit einer Schwester der Gunnora (siehe auch FitzOsbern), der Geliebten oder Ehefrau von Herzog Richard I. von Normandie verheiratet. Ihre Söhne waren Onfroi de Vieilles, der Vater von Roger de Beaumont, und vermutlich auch ein (weiterer) Roger, der um 1060 erwähnt wird.
Thorold gehörte somit zum engeren Umfeld der normannischen Herzöge, war ein Onkel von Herzog Richard II. Als Turaldus ist er in einem Dokument erwähnt, das ins Jahr 1035 datiert wird. Darüber hinaus wird er als Erzieher des jungen Herzogs Wilhelm II. bezeichnet, der in dessen ersten Amtsjahren starb.